# دوري الدرجة الثانية البيروي 1951
دوري الدرجة الثانية البيروفي 1951 هو موسم من دوري الدرجة الثانية البيروفي ‏. فاز فيه Association Chorrillos ‏.